# Karl Corino

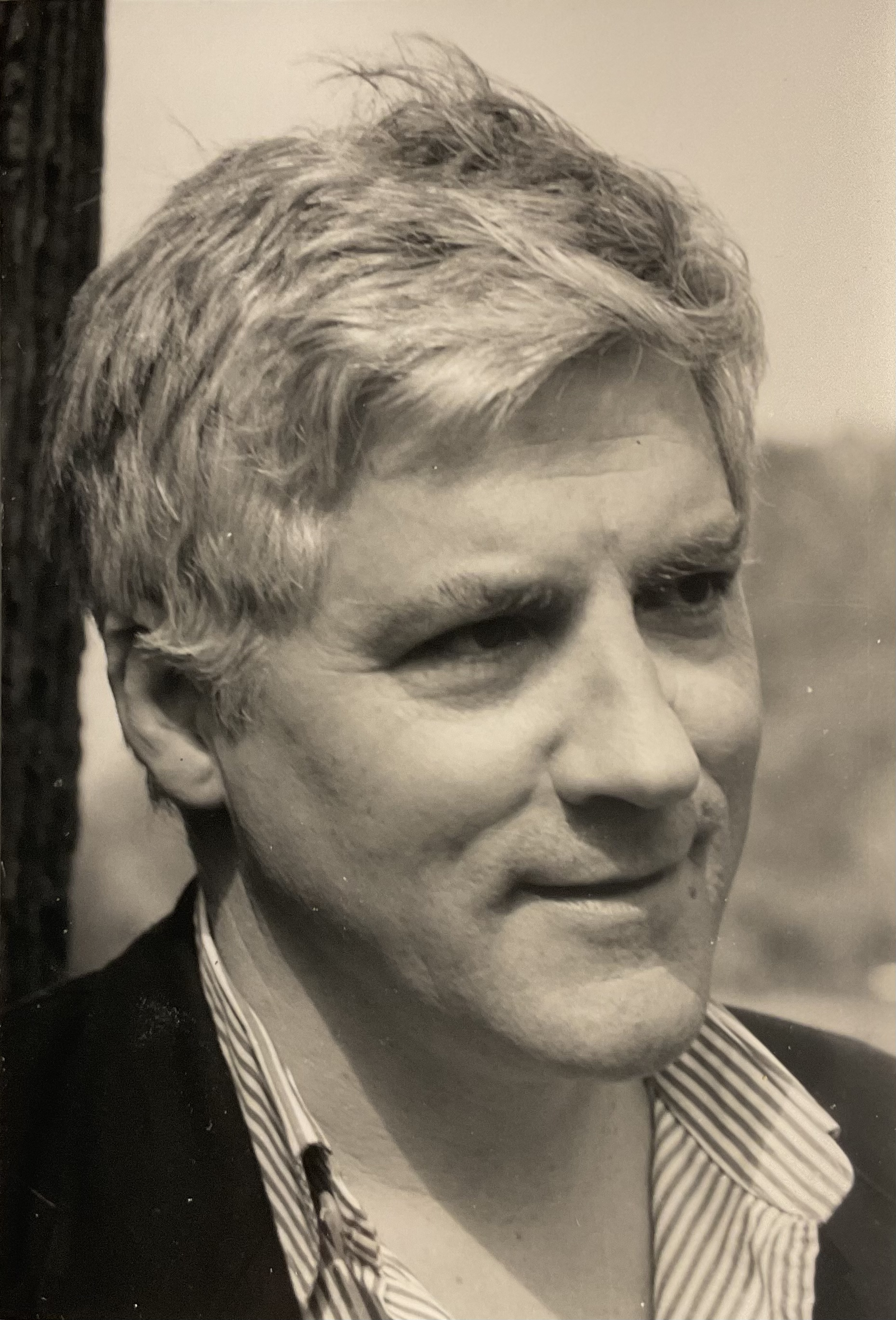
Karl Corino, Sommer 1989

Karl Corino (* 12. November 1942 in Ehingen, Mittelfranken) ist ein deutscher Rundfunkjournalist, Literaturkritiker und Schriftsteller. Er wurde als Biograph von Robert Musil und als Experte für DDR-Literatur bekannt.

## Leben
Karl Corino besuchte das humanistische Gymnasium in Dinkelsbühl. Nach dem Abitur 1961 studierte er an den Universitäten Erlangen und Tübingen Germanistik, Altphilologie und Philosophie. In Rom katalogisierte er zusammen mit Elisabeth Albertsen den Nachlass Robert Musils und promovierte 1969 bei Friedrich Beißner in Tübingen mit Studien zu einer historisch-kritischen Ausgabe von Musils Vereinigungen.
1970 zog er nach Frankfurt am Main und wurde Redakteur der Literaturabteilung beim Hessischen Rundfunk. 1985 wurde er zu deren Leiter befördert und arbeitete in dieser Funktion bis zum Jahr 2002.
Er war wiederholt Juror beim Ingeborg-Bachmann-Wettbewerb und dort oft Kontrahent von Hellmuth Karasek und Iris Radisch. Mit seinem Buch Außen Marmor, innen Gips decouvrierte er diverse Legenden und Fälschungen im Lebenslauf des DDR-Schriftstellers Stephan Hermlin und löste damit 1996 eine große Feuilleton-Debatte aus.
In seinem lyrischen Werk lässt Corino die bäuerliche Welt seiner Herkunft wieder auferstehen. Er nutzt das „literarische Volksvermögen des ostfränkischen Dialekts“, um die inneren Landschaften, die Charaktere und Schicksale seiner Vorfahren zum Sprechen zu bringen.
Die Schriftstellerin Natascha Wodin, die ukrainisch-russische Wurzeln hat, aber wie Corino in Franken aufgewachsen ist, nannte ihn eine „Art Kronzeugen jenes unvergänglichen Ortes, der Kindheit heißt.“ Denn die fränkische Provinz, „das fränkische Dorf, das Fachwerk der lautlosen, verschlossenen Häuser“, füllten sich in Corinos Gedichten „mit fassbarem, sinnlichem Leben.“
Corino lebt in Tübingen. Er ist mit der Schriftstellerin Elisabeth Albertsen verheiratet und hat mit ihr zwei Kinder, den Solarunternehmer Carsten Corino und die Journalistin Eva Corino.

### Biograph von Robert Musil
Von seiner Promotion bis heute ist Robert Musil das Zentrum seiner literaturwissenschaftlichen Arbeit. 1988 erschien im Rowohlt-Verlag die Bildbiografie Robert Musil. Leben und Werk in Bildern und Texten. Bereits hier gelang es Corino, die wichtigsten Vorbilder für die Figuren in Musils Werk ausfindig zu machen und zu beschreiben, wie Musil seinen „Lebensstoff“ in Literatur verwandelte. Corino erkannte zum Beispiel hinter „Moosbrugger“ in Der Mann ohne Eigenschaften den Sexualmörder Christian Voigt oder hinter Walter den Jugendfreund Musils Gustav Donath.
2003 erschien – ebenfalls bei Rowohlt – das eigentliche Hauptwerk Corinos: Robert Musil. Eine Biographie. Klaus Harpprecht, der sie für Die Zeit rezensierte, feierte sie als „Meisterwerk“. Rund 2000 Seiten stark sei die Arbeit und doch keine Seite zu viel, so Harpprecht, weil sie den Mut zur Ausführlichkeit mit der Kraft zur Erzählung verbinde. Dabei entwerfe Corino ein vielschichtiges Bild von Musil und seiner Epoche.
Christoph Bartmann, der Rezensent der Süddeutschen Zeitung, lobte Corinos detektivische Recherchierkunst und sein „konkurrenzloses Wissen“. Alle Texte von und über Musil sowie die Zeugnisse der meisten relevanten Personen aus seinem Lebenskreis seien ausgewertet worden – und entstanden sei ein „unendlich interessantes, meistens elegant geschriebenes“ Monument der „Lesefreude.“

### Kenner und Förderer der DDR-Literatur
Von 1973 bis 1990 verantwortete Corino im Hessischen Rundfunk das Magazin „Transit – Kultur in der DDR“, das einzige Magazin dieser Art im Hörfunk der ARD. In ihm wurden einmal monatlich die wichtigsten neuen Bücher ostdeutscher Schriftsteller vorgestellt.
Durch seine Nähe zu regimekritischen Autoren wurde Corino bei seinen Besuchen der Leipziger Buchmesse von der Stasi stets beschattet. Man versuchte auch, ihn im Hessischen Rundfunk durch Spitzel auszuforschen, wie später in seiner fast Tausend Seiten umfassenden Stasi-Akte nachzulesen war.
Corino unterhielt freundschaftliche Beziehungen zu vielen ostdeutschen Autoren. Durch seine Fürsprache gelang es Reiner Kunze, seine Prosa-Sammlung Die wunderbaren Jahre im Fischer-Verlag zu veröffentlichen, was letztlich zu Kunzes Übersiedlung in die Bundesrepublik führte.
Das Talent Wolfgang Hilbigs wurde von Corino entdeckt. Hilbig war damals noch Heizer in Meuselwitz. Als dann sein erster Gedichtband erschien, schrieb er Corino: „Dies ist das Buch, das ich Dir verdanke.“ Bei der Verleihung des Brüder-Grimm-Preises nannte Corino Hilbig in seiner Laudatio den „Hölderlin des Tagebaus“ und sorgte durch die Einladung zum Ingeborg-Bachmann-Preis 1989 für seinen literarischen Durchbruch.
Der Schriftsteller und frühere SED-Funktionär Hermann Kant führte 1991 einen Prozess gegen Reiner Kunze, Karl Corino, den S. Fischer Verlag und den Börsenverein des deutschen Buchhandels. Er wollte verbieten, dass Kunze einen Passus aus seiner Stasi-Akte über Hermann Kant zitiert. Kant gewann den Prozess zunächst. Doch der von Corino 1995 herausgegebene Dokumentarband Die Akte Kant. IM ‚Martin‘, die Stasi und die Literatur in Ost und West ließ keinen Zweifel an den engen Kontakten zwischen Kant und dem Ministerium für Staatssicherheit.

## Auszeichnungen
- 1974: Kurt-Magnus-Preis
- 2003: Bundesverdienstkreuz am Bande.[6]
- 2012: Nikolaus-Lenau-Preis der Künstlergilde Esslingen, für seinen Lyrikband In Bebons Tal und * 2012: Ernst-Johann-Literaturpreis der Stadt Schifferstadt
- 2014: Ehrendoktortitel der Alpen-Adria-Universität Klagenfurt.

## Schriften
- Robert Musil – Thomas Mann. Ein Dialog. Neske Verlag, Pfullingen 1971
- Robert Musils „Vereinigungen“. Studien zu einer historisch-kritischen Ausgabe. Fink Verlag, München/Salzburg 1974 (zugleich Diss. Tübingen 1968)
- (Hrsg.): Intellektuelle im Bann des Nationalsozialismus. Hoffmann und Campe, Hamburg 1980.
- Tür-Stürze. Gedichte. S. Fischer Verlag, Frankfurt am Main 1981.
- (Hrsg.): Autoren im Exil. Fischer Taschenbuch Verlag, Frankfurt am Main 1981.
- (Hrsg.): Genie und Geld. Greno, Nördlingen 1987.
- (Hrsg.): Gefälscht. Betrug in Politik, Literatur, Wissenschaft, Kunst und Musik. Greno, Nördlingen 1988, ISBN 3-89190-525-4.
- Robert Musil. Leben und Werk in Bildern und Texten. Rowohlt, Reinbek bei Hamburg 1988, ISBN 978-3-498-00877-2.
- Die Akte Kant. IM ‚Martin’, die Stasi und die Literatur in Ost und West. Rowohlt, Reinbek bei Hamburg 1995.
- (Hrsg. mit Elisabeth Albertsen): „Nach zwanzig Seiten waren alle Helden tot.“ Erste Schreibversuche deutscher Schriftsteller. Marion von Schröder, Düsseldorf 1995. Neuausgabe: Autorenhaus Verlag, Berlin 2007, ISBN 978-3-86671-027-6.
- Außen Marmor, innen Gips. Die Legenden des Stephan Hermlin. Econ, Köln 1995.
- Robert Musil. Eine Biographie. Rowohlt, Reinbek bei Hamburg 2003, ISBN 3-498-00891-9.
- (Hrsg.): Erinnerungen an Robert Musil. Texte von Augenzeugen. Nimbus Verlag, Wädenswil 2010, ISBN 978-3-907142-53-0.
- In Bebons Tal. Neue Bilder aus Bebenhausen. Gedichte. Klöpfer & Meyer, Tübingen 2011, ISBN 978-3-86351-010-7.
- Vademecum. Balladen über die Jugend in einer kleinen Stadt. Radius, Stuttgart 2014, ISBN 978-3-87173-974-3.
- Begegnung dreier Berggipfel. Alfred, Alois und Robert Musil. Kitab-Verlag, Klagenfurt 2015, ISBN 978-3-902878-44-1.
- Lebenslinien. Gedichte. PalmArtPress, Berlin 2017, ISBN 978-3-941524-98-9.
- Falltüren des Himmels. Eine kleine Vogelkunde. Gedichte. Mit Illustrationen von Ralf Göbler. PalmArtPress, Berlin 2022, ISBN 978-3-941524-71-2.
- Von der Seele träumen dürfen. Nachträge zur Biographie und zum Werk Robert Musils. Königshausen und Neumann, Würzburg 2022, ISBN 978-3-8260-7033-4.